# Charles du Houx de Vioménil
Pour son frère, voir Antoine Charles du Houx de Vioménil.
Charles-Joseph-Hyacinthe du Houx, marquis de Vioménil, né à Ruppes le 22 août 1734 et mort à Paris le 5 mars 1827, est un militaire et aristocrate français des XVIIIe et XIXe siècles. Il est élevé à la dignité de maréchal de France en 1816.

## Biographie

### Origines et jeunesse
Second fils de François Hyacinte du Houx, baron de Belrupt, seigneur de Fauconcourt et de Marie Anne Antoinette Gillet de La Vallée de Rarécourt, il embrasse très tôt, comme son frère Antoine Charles, le métier des armes et sert à 13 ans dans le régiment du Limousin comme lieutenant. Il participe à la guerre de Succession d'Autriche. Il est présent à la bataille de Lauffeld et à la conquête de Berg-op-Zoom.

### Carrière militaire
Lors de la guerre de Sept Ans, il est l'aide de camp du général François de Chevert, dans les campagnes de 1757 et de 1758 en Allemagne.
Chevalier de l'ordre de Saint-Louis en 1760, colonel en 1761, brigadier des armées du roi en 1763, il est envoyé en Corse en 1768 pour commander une brigade d'infanterie lors de l'annexion de l'île.
De retour en France en 1769, il est nommé colonel de la Légion de Lorraine en 1770.
Il épouse le 28 avril 1772, Anne-Marguerite Olivier de Vaugien, fille de Jacques-David Olivier, seigneur de Vaugien et de Courcelles.
Maréchal de camp en 1780, il servit en Amérique sous les ordres de Rochambeau, et aux côtés de son frère, jusqu'à la signature du traité de Versailles de 1783.
À son retour, il est nommé inspecteur des troupes à cheval, poste qu'il exerce de 1783 à 1788.

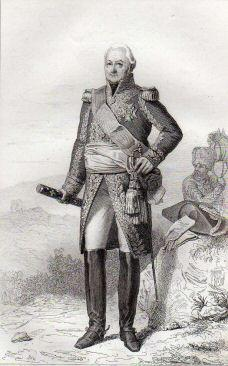
Le maréchal du Houx de Vioménil. Portrait dessiné par Delaval et gravé par Boilly en 1839.

Commandeur de l'Ordre royal et militaire de Saint-Louis en 1789, il occupe le poste de gouverneur de la Martinique et des Îles du Vent entre juillet 1789 et avril 1790, en l'absence du vicomte de Damas, et doit faire face à la montée des idées révolutionnaires dans l'île.
Il émigre en 1791 et fait les campagnes de 1792 et 1793 dans l'armée de Condé. En 1798, il entre au service de la Russie, et devient lieutenant général et commandant de l'armée de Samogitie, région de Lituanie annexée par les Russes en 1795. Pressenti pour prendre le commandement des troupes russes en Italie, il est finalement remplacé par Souvorov et à la place est envoyé avec 1 700 soldats dans les îles anglaises de Jersey et Guernesey pour préparer un débarquement en France.
Quand ces troupes reviennent en Russie, Vioménil ne les suit pas et s'embarque pour le Portugal. Il est appelé par Rodrigo de Sousa Coutinho, comte de Linhares, ministre des affaires étrangères, car celui-ci a de sérieux doutes sur la capacité de commandement du maréchal en exercice von der Golz.
Nommé maréchal général le 2 novembre 1801, il participe au conseil militaire du 1er décembre pour mettre en place les réformes nécessaires à l'armée et la création de la future université militaire. Il doit quitter le Portugal en 1803 à la suite de la demande de l'ambassadeur français à Lisbonne, le général et futur maréchal Jean Lannes.
Il est nommé pair du royaume en 1814 par Louis XVIII et suit le roi à Gand lors des Cent-Jours. De retour en France, il est nommé commandant de la division militaire de Bordeaux et est récompensé par le Roi de sa loyauté : maréchal de France en 1816, marquis en 1817, chevalier de l'ordre du Saint-Esprit en 1820 et officier de la Légion d'honneur en 1823.
Il est enterré au cimetière du Mont-Valérien (Suresnes).

## Armoiries
| Figure | Blasonnement |
|        | Armes du marquis de Vioménil, pair de France en 1814 D'azur aux trois bandes d'argent, accompagnées de quatre bilettes d'or posées en bande er rangées en barre. |

### Sources et bibliographie
- « Charles du Houx de Vioménil », dans Charles Mullié, Biographie des célébrités militaires des armées de terre et de mer de 1789 à 1850, 1852 [détail de l’édition]
- « Charles du Houx de Vioménil », dans Adolphe Robert et Gaston Cougny, Dictionnaire des parlementaires français, Edgar Bourloton, 1889-1891 [détail de l’édition]